# Marianne Romeick

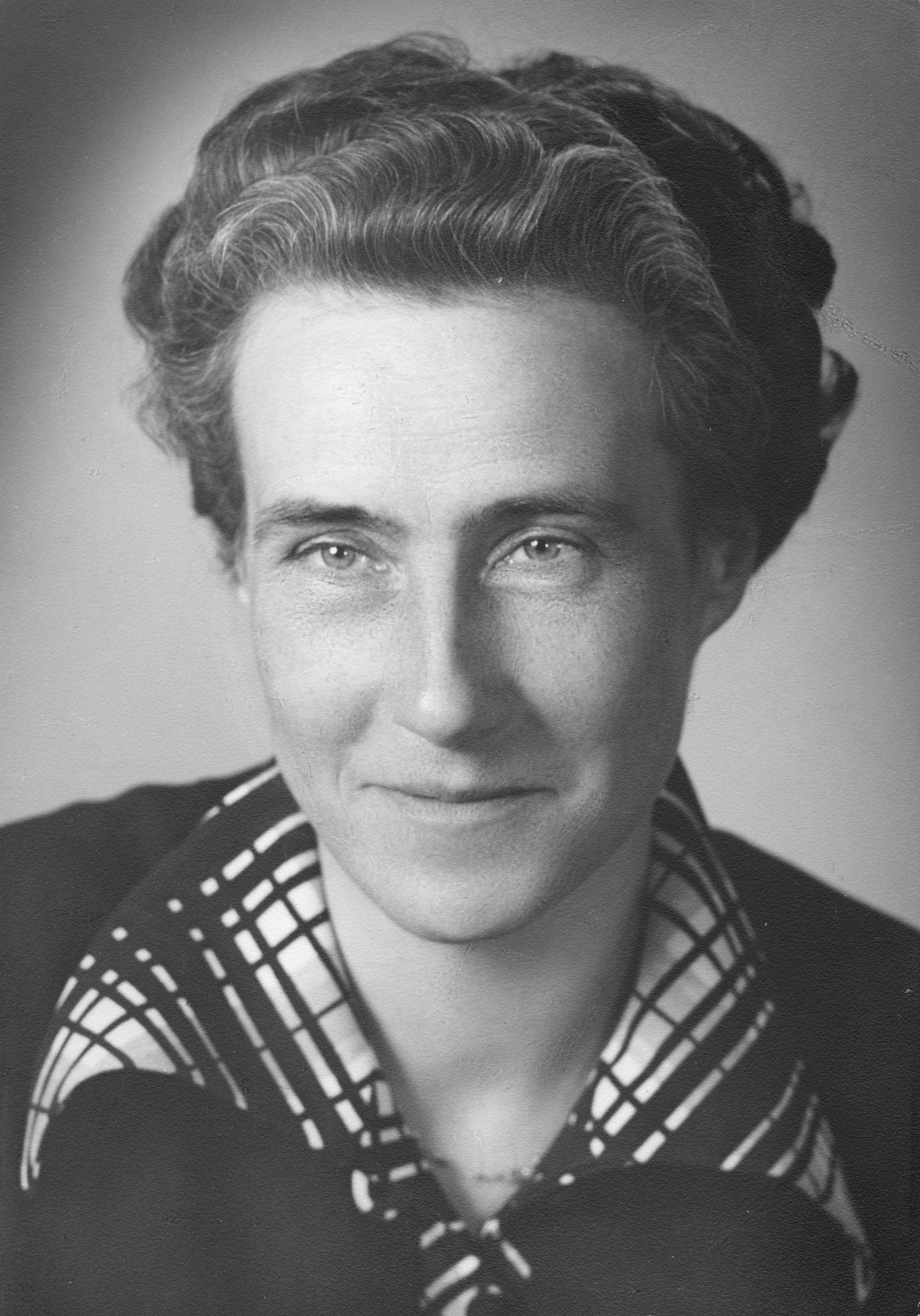
Marianne Romeick 1974

Marianne Romeick (* 5. April 1930 in Elbing (Westpreußen); † 13. Oktober 2013 in Bad Dürrheim) war eine deutsche Fürsorgerin (Sozialarbeiterin) und Diabetiker-Beraterin.

## Leben
Romeick verbrachte ihre Schulzeit bis Juli 1944 in Elbing; wegen der sich nähernden Kriegsfront wurde sie zu Verwandten nach Königsfeld im Schwarzwald gebracht.
1952 legte sie das Staatsexamen zur Fürsorgerin in der sozialen Arbeit ab, jedoch erfolgte die staatliche Anerkennung erst 1954 wegen des vorgeschriebenen Mindestalters von 24 Jahren. Bis dahin arbeitete sie u. a. in der Gefängnisfürsorge.
Romeick erkrankte an juvenilem Diabetes mellitus. Ab 1953 baute sie eine Diabetiker-Fürsorge an der Poliklinik des Universitätsklinikums Heidelberg auf. Diese Art der Diabetiker-Betreuung war in Deutschland völlig neu, es fehlte folglich jede Finanzierungsmöglichkeit. Romeick wohnte deshalb vier Jahre lang in einer Dachkammer, bekam Essen in der Klinik und erhielt lediglich ein Taschengeld.
1957/58 war sie in der Diabetiker-Betreuung am Evangelischen Bethesda-Krankenhaus zu Duisburg tätig.
1958 hielt Romeick einen vielbeachteten Vortrag auf dem internationalen Diabeteskongress in Düsseldorf über ihre Arbeit. Sie erhielt eine Einladung des Internisten Gerhardt Katsch aus Greifswald, bei ihm im Institut für Diabetes-Forschung und Behandlung zu arbeiten, worauf sie jedoch nicht einging.
1959 nahm sie eine Anstellung in einer Erziehungsberatungsstelle in Ludwigshafen an, um in die Kranken- und Rentenversicherung zu kommen.
Ab 1960 übte sie eine freiberufliche Beratungs- und Vortragstätigkeit in ganz Westdeutschland (BRD) in Volkshochschulen, Krankenpflegeschulen, in Arztpraxen zur Schulung von Diabetikern und bei verschiedenen Kongressen sowie ärztlichen Veranstaltungen aus, auch im Rahmen der ärztlichen Fortbildung.
Von 1967 bis 1969 wurde in Heilbronn wegweisend eine „Modellstudie zur ambulanten Diabetiker-Betreuung“ durchgeführt, an der Romeick maßgeblich teilnahm.
Ab 1980 hielt sie jährlich etwa 180 Vorträge mit ca. 7000 Zuhörern, hauptsächlich in Baden-Württemberg.
Jahrzehntelang bis ins hohe Alter beriet sie zusätzlich Diabetiker individuell fernmündlich bei jährlich tausenden Telefonaten, zuletzt monatelang sogar aus ihrem Pflegebett heraus, an das sie krankheitsbedingt gebunden war.

## Ehrungen

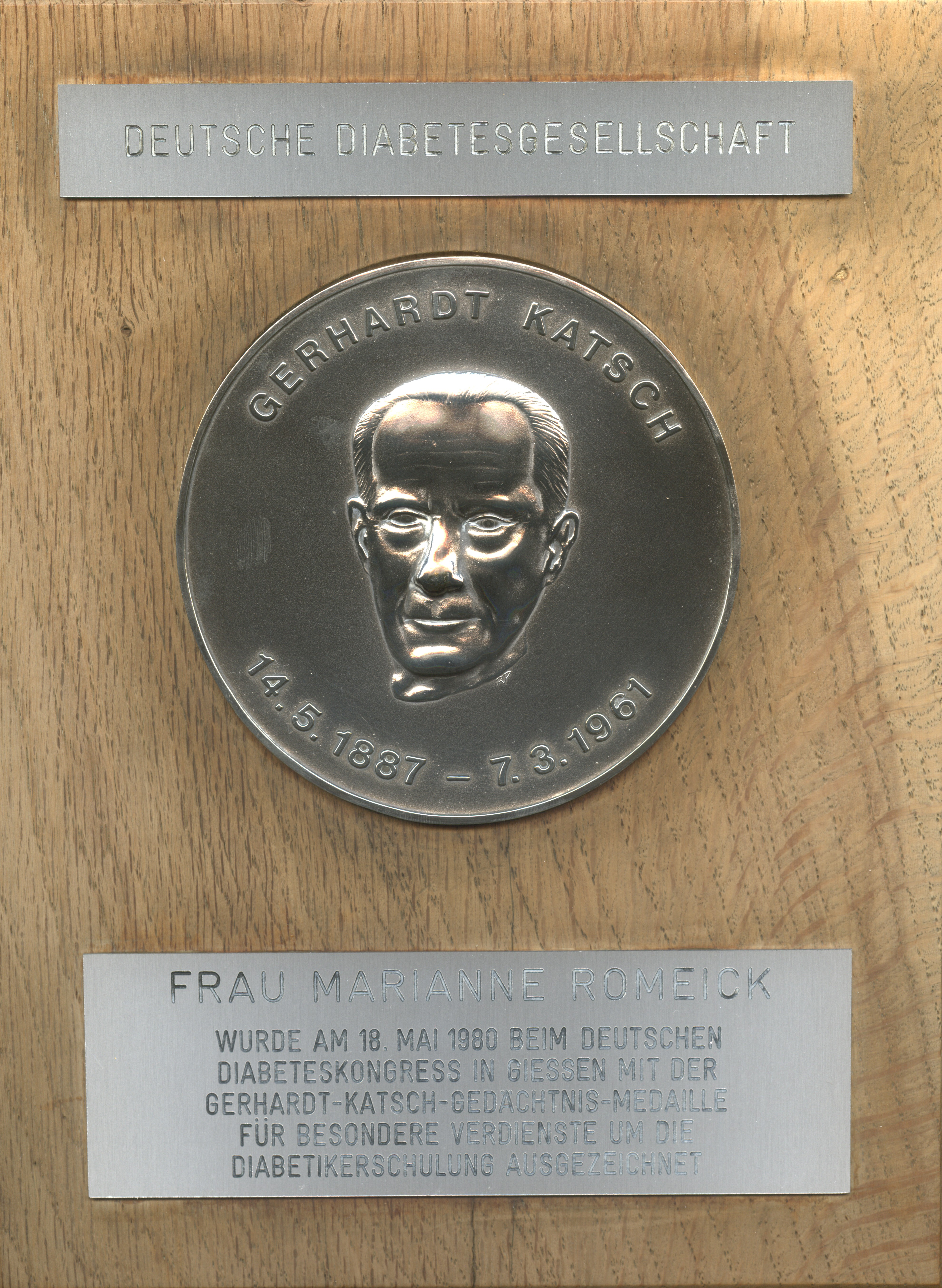
Gerhard Katsch-Gedächtnis-Medaille für Marianne Romeick

- 1973: Zertifikat „Für besondere Verdienste in der Diabetikerbetreuung“ DDG durch Hellmut Mehnert
- 1980: „Gerhard Katsch-Gedächtnis-Medaille“ DDG für besondere Verdienste in der Diabetikerschulung[1]
- 1983: Verdienstmedaille des Verdienstordens der Bundesrepublik Deutschland
- 1997: Verdienstkreuz am Bande des Verdienstordens der Bundesrepublik Deutschland

## Werke
- 1969 Schallplatte zur Diabetiker-Aufklärung. Selbstverlag
- 1976 Tonkassette Zuckerkrank – Was nun? Selbstverlag
- 1979 Was uns betrifft – praktische Ratschläge für den Zuckerkranken. Selbstverlag (Broschüre)
- Dolmetscherin zwischen Arzt und Patient von Marianne Romeick. In:  -->Diabetes-Journal, Heft 6/1980, S. 242–246, Kirchheim-Verlag, Mainz
- Therapie des Erwachsenen – Diabetes in der Praxis – ein unlösbares Problem? Mitherausgeberin. Editiones Roche, Basel 1981